# Bromure de p-tolylmagnésium
 (octobre 2018).
Le bromure de p-tolylmagnésium est un halogénure organomagnésien dérivé du toluène, un hydrocarbure aromatique. Il s'agit d'un réactif de Grignard disponible commercialement en solution dans le tétrahydrofurane. Il est utilisé en synthèse organique par exemple pour introduire des groupes tolyle ou produire des dérivés du toluène.